# Gluta beccarii
Gluta beccarii là một loài thực vật có hoa trong họ Đào lộn hột. Loài này được Heinrich Gustav Adolf Engler mô tả khoa học đầu tiên năm 1881 dưới danh pháp Melanorrhoea beccarii. Năm 1978, Ding Hou chuyển nó sang chi Gluta.